# Africophilus cesii
Africophilus cesii är en skalbaggsart som beskrevs av Annika Sanfilippo och Mario E. Franciscolo 1988. Africophilus cesii ingår i släktet Africophilus och familjen dykare. Inga underarter finns listade i Catalogue of Life.